# Antonio Ballesteros Beretta
Antonio Ballesteros Beretta (Roma, 19 marzo 1880 – Pamplona, 15 giugno 1949) è stato uno storico spagnolo.

## Biografia
Si occupò di storia della Spagna e dell'America. Tra le sue opere si ricordano La Storia della Spagna e la sua influenza sulla storia universale (1940) e Cristoforo Colombo e la scoperta dell'America (1945).